# Battaglia del monte Chimborazo
La battaglia del monte Chimborazo fu un conflitto combattuto nel 1534 tra l'impero spagnolo e l'impero Inca, nel corso del tentativo spagnolo di conquista dell'impero Inca.

## Preludio
Pizarro aveva rovesciato l'impero Inca, catturato l'imperatore Atahualpa e chiesto una stanza piena d'oro e due piene d'argento. Ottenne il tesoro ma, nonostante questo, giustiziò comunque Atahualpa. Essendo venuto a conoscenza di questo fatto, Rumiñahui radunò le proprie forze dirigendosi verso la capitale settentrionale Inca di Quito, dove si crede abbia sepolto l'oro avendo saputo che gli spagnoli stavano raggiungendo l'Ecuador per catturarlo. Decise quindi di bruciare Quito radendola al suolo, togliendo agli spagnoli il vanto di aver conquistato la città, ed uccise le Vergini del Sole per preservarne la verginità. Dopo aver fatto questo si preparò con i suoi uomini alla battaglia.

## La battaglia
Francisco Pizarro inviò il proprio luogotenente Sebastián de Belalcázar a catturare Rumiñahui, prendere possesso dell'oro e della città di Quito. Nel frattempo in Ecuador Rumiñahui stava guidando le sue truppe verso sud. I due eserciti si incontrarono nella valle del monte Chimborazo. Nella prima fase del conflitto nessuno dei due sembrava avere il sopravvento, anche se Rumiñahui stava colpendo gli spagnoli nonostante il fatto che possedessero pistole e cannoni. Belalcázar si stava per ritirare, in modo da limitare le perdite, quando il vulcano eruttò facendo temere la collera degli dei agli Inca, che fuggirono. Questa battaglia fu l'ultima dell'impero Inca prima del crollo definitivo. Alla fine Rumiñahui fu catturato e torturato, ma non disse una parola sul luogo in cui aveva nascosto l'oro. Dopo la sua morte, nonostante le ricerche degli spagnoli, il tesoro non fu mai ritrovato.